# Шалобудов Володимир Миколайович
Володимир Миколайович Шалобудов, (рос. Шалобудов Владимир Николаевич, *12 березня 1952) — український історик та археолог, старший науковий співробітник.

## Біографія
Народився у місті Совєтська Гавань Совєтсько-Гаванського району Хабаровського краю РРФСР.
За освітою біолог-іхтіолог, у 1968—1975 роках працював науковим співробітником інституту гідробіології ДДУ.
У 1975 році прийшов до постійної новобудовної експедиції ДДУ під керівництвом І. Ф. Ковальової. Її беззмінний заступник у експедиції. Один із найкращих спеціалістів в Україні із вивчення середньовічних кочівників, зокрема, половців, спеціаліст з античної нумізматики, одним із найкращих спеціалістів в Україні із нумізматики взагалі. Має наукові ступені у біологічних науках (з іхтіології). Продовжує співочолювати наукові археологічні дослідження Присамар'я та всього регіону.
1 жовтня 2013 р. звільнився із ДНУ ім. Олеся Гончара, при цьому сказав: «Я іду лише з університету, але не з археології. В експедиції я залишаюся».

## Праці
- Шалобудов В. Н. Находки монет на территории Богородицкой крепости // Проблеми археології Подніпров'я. — Дніпропетровськ, 2002. — С.123 — 135.
- Камеко В. Ф., Бінкевич В. В., Шалобудов В. М. До часу виникнення та місця знаходження містечка Самарь //Проблеми археології Подніпров'я. — Дніпропетровськ, 2003. — С.36 — 44.
- Шалобудов В. М. Знахідки фальшивих півтораків Сигізмунда III на території козацького містечка Самарь //Наддніпрянська Україна: історичні процеси, події, постаті. Збірник наукових праць. Вип. 2. — Д., 2003. — С. 247—250.
- Лісничий П. П., Шалобудов В. Н. К истории изучения позднекочевнических древностей Северного Приднепровья //Проблеми археології Подніпров'я. — Дніпропетровськ, 2003. — С. 100—117.
- Шалобудов В. Н. Особенности денежного обращения XVI—XVII вв. в Нижнем Присамарье //Археологічний літопис Лівобережної України. — Полтава. — 2002, вип. 2 — 2003, вип.1. — С. 183—186.
- Шалобудов В. М. Спроба датування поселення на терені Богородицької фортеці за нумізматичним матеріалом //Наукові записки. — Сер. «Історичні науки». — Вип. 3. — Острог, 2003. — С. 10 — 11.
- Векленко В., Ковальова І., Шалобудов В. Археологічне вирішення дискусії стосовно розташування містечка Самарь та Богородицької фортеці //Український археографічний щорічник: Вип. 8/9. — Київ — Нью-Йорк, 2004. — С. 190—221.
- Шалобудов В. М. Кулелійки козацького часу з Придніпров'я //Нові дослідження пам'яток козацької доби в Україні: зб. наук. статей. — Вип.. 13. — К., 2004.- С. 122—125.
- Ковалева И. Ф., Марина З. П., Ромашко В. А., Тесленко Д. Л., Шалобудов В. Н., Векленко В. А. Курганы энеолита — бронзы в Криворожском течении Ингульца. — Д., 2003. — 132 с.
- Шалобудов В. М. Матеріали золотоординського часу з околиць Богородицької фортеці //Вісник Дніпропетровського університету. Історія і археологія. — Вип. 12. — Д., 2004.- С. 140—142.
- Ковальова І. Ф., Шалобудов В. М. Нові знахідки особистих печаток з Богородицької фортеці //Історія і культура Придніпров'я. Невідомі та маловідомі сторінки. Науковий щорічник. — Вип. 2. — Дніпропетровськ, 2005. — С. 17 — 23.
- Ковальова І. Ф., Шалобудов В. М. Джерела про існування лазарету та аптеки у Богородицькій фортеці //Гуманітарний журнал. — 2005.
- Ковальова І. Ф., Векленко В. О., Шалобудов В. М. До уточнення місцезнаходження м. Самарь — Богородицької фортеці. //Наддніпрянська Україна: історичні процеси, події, постаті: Зб. наук. пр. — Матеріали Всеукраїнської наукової конференції «Д. І. Яворницький і проблеми української історичної науки» 10-11 листопада 2005 року. — Дніпропетровськ, 2005. — С. 281—301.
- Ковальова І. Ф., Шалобудов В. М., Векленко В. О. Нові дослідження посаду Богородицької фортеці //Січеславський альманах. Збірник наукових праць Дніпропетровського регіонального відділення Науково-дослідного інституту козацтва Інституту історії України НАН України. — Вип. 1. — Дніпропетровськ, 2005. — С. 21 — 35.
- Шалобудов В. М., Векленко В. О. Рибальські блешні XVII—XVIII ст. з пониззя р. Самари //Нові дослідження пам'яток козацької доби в Україні: Збірка наукових статей. — Вип. 14. — К., 2005. — У друку.
- Ковальова І. Ф., Шалобудов В. М., Векленко В. О. Археологічні дослідження на посаді міста Самарь — Богородицької фортеці // Вісник Дніпропетровського університету. Вип. 13. — Д.: ДНУ, 2006. — 14 с.
- Векленко В. А., Шалобудов В. Н. Город и крепость на реке Самаре // Краеведческий Мастер-Класс. Тематический сборник. — Д., 2006'2. — 6 с.
- Шалобудов В. М. До знахідки на Монастирському острові візантійської монети кінця ІХ ст. // Історія і культура Придніпров'я. Невідомі та маловідомі сторінки. Науковий щорічник. Випуск 3. — Д., 2006. — 3 с.
- Шалобудов В. М. Аналіз артилерійських боєприпасів з території Богородицької фортеці // Вісник Дніпропетровського університету. Вип. 13. — Д.: ДНУ, 2006. — 5 с.
- Шалобудов В. М. Нумізматичні колекції з містечка Самарь — Богородицької фортеці //Матеріали Міжнародної науково-практичної конференції //Нові дослідження пам'яток козацької доби в Україні: зб. наук. статей. — Вип. 15. — К., 2006. — 6 с.
- Шалобудов В. М. Медицинская символика и монеты храма Аполлона — врача в античной нумизматике древнегреческих колоний, находившихся на территории современной Украины // Матеріали ІІ Міжнародної науково-практичної конференції «Сучасні наукові дослідження — 2006» — Д., 2006 — 6 с.
- Ковальова І. Ф., Шалобудов В. М., Векленко В. О. Каталог старожитностей доби пізнього середньовіччя містечка Самарь та Богородицької фортеці. Науково-довідкове видання. — Д.: ДНУ, 2007. — 108 с.
- Ковальова І. Ф., Шалобудов В. М. Колекція важків з розкопок містечка Самарь та Богородицької фортеці //Нові дослідження пам'яток козацької доби в Україні: зб. наук. статей. — Вип. 16. — К., 2007. — 5 с.
- Шалобудов В. М. Підсумки обробки нумізматичних знахідок з Нижнього Присамар'я //Вісник Дніпропетровського університету, 2007, № 6. — Вип. 15. — 13 с.
- Шалобудов В. М. Монети з розкопок Богородицької фортеці у 2007 році.. //Січеславський альманах. Зб. наук. праць. Вип. 3. — Д.: НГУ, 2008. — 3 с.
- Шалобудов В. М. Фальшиві півтораки з території Богородицької фортеці. //Матеріали Міжнародної науково-практичної конференції «Нові дослідження пам'яток козацької доби в Україні: зб. наук. статей». — Вип. 17. — К.: ХІК, Часи козацькі, 2008. — 8 с.
- Шалобудов В. Н, Устаева Э. О. Средневековые гирьки с Таманского городища //Древности юга России. — М.: МГУ, 2008. — 3 с.
- Чхеидзе В. Н., Устаева Э. Р., Шалобудов В. Н. Золотые византийские монеты из раскопок Таманского городища //Древности юга России. — М.: МГУ, 2008. — 9 с.
- Шалобудов В. М. Місце нумізматичних знахідок у вирішенні питань датування поселень Нижнього Присамар'я //Матеріали VI Дніпропетровської обласної історико-краєзнавчої конференції «Історія Дніпровського Надпоріжжя», присвяченої 75-річчю Голодомору 1932—1933 рр. — Дніпропетровськ, 21 — 27 листопада 2008. — 6 с.
- Шалобудов В. М. Нові знахідки монет XVII ст. на території посаду Богородицької фортеці / В. М. Шалобудов // Перлини козацького Присамар'я. — Д.: Видавництво ДНУ, 2009. — С. 107—109.
- Шалобудов В. М. Нові знахідки натільних хрестів з Богородицької фортеці / В. М. Шалобудов // Придніпров'я: історико-краєзнавчі дослідження. — Д.: Видавництво ДНУ, 2009 — С. 213—219.
- Шалобудов В. М. Археологічні дослідження посаду Новобогородицької фортеці / В. М. Шалобудов, І. Ф. Ковальова // Археологічні дослідження в Україні. К, 2009 — С. 126—128.
- Шалобудов В. М. Скарб фальшивих монет XVII ст. у с. Сокілки / В. М. Шалобудов, О. М. Шульга // Історія і культура Придніпров'я: невідомі та маловідомі сторінки. Науковий щорічник. Випуск 6. — Д.: НГУ, 2009. — С. 51-53.
- Ковальова І. Ф. Кладовище XVII ст. в межах посаду Богородицької фортеці / І. Ф. Ковальова, В. М. Шалобудов, // Проблеми археології Подніпров'я. — Д.: Видавництво ДНУ, 2009. — С. 90-96.
- Шалобудов В. М. Розкопки в північній частині Новобогородицької фортеці / В. М. Шалобудов // Археологічні відкриття в Україні. — К.-Запоріжжя: Дике Поле, 2010. — С. 122—125.
- Шалобудов В. М. Внесок краєзнавця В. В. Бінкевича у дослідження археологічних пам'яток Надпоріжжя / В. М. Шалобудов // Гуманітарний журнал. — Д.: НГУ, 2010. — 1/3 друк.арк.
- Шалобудов В. М. Місце нумізматичних знахідок у вирішенні питань датування поселень Нижнього Присамар'я / В. М. Шалобудов // Заповідна Хортиця. Матеріали IV міжнародної науково-практичної конференції «Історія запорізького козацтва в пам'ятках та музейній практиці». Спеціальний випуск. — Запоріжжя: A&V.Art GROUP, 2010. — С. 346—348.
- Шалобудов В. М. Монети з розкопок та зборів на території Богородицької фортеці та її посаду у 2009 році / В. М. Шалобудов // Нові дослідження пам'яток козацької доби в Україні. Випуск 19. К.: Часи козацькі, 2010. — ¼ друк.арк.
- Шалобудов В. М. Монети з Самарі — Новобогородицької фортеці в контексті датування пам'ятки / В. М. Шалобудов // Наддніпрянська Україна: події, процеси, постаті. — Д.: ДНУ, 2010. — ½ друк.арк.
- Шалобудов В. М. Натільні хрести, знайдені на території Богородицької фортеці у 2009 році В. М. Шалобудов // Придніпров'я: історико-краєзнавчі дослідження. — Д.: Видавництво ДНУ, 2010. — С. 281—287.
- Шалобудов В. М. Розкопки в північній частині Новобогородицької фортеці / В. М. Шалобудов // Археологічні дослідження в Україні 2010. — Київ — Полтава, 2011. — С. 366—367.
- Шалобудов В. М. Розкопки в північній частині Богородицької фортеці / В. М. Шалобудов // Нові дослідження пам'яток козацької доби в Україні. Випуск 20. — К.: Часи козацькі, 2011.– С. 22 — 26.
- Шалобудов В. М. Дослідження Новобогородицької фортеці у 2011 році / В. М. Шалобудов, І. Ф. Ковальова // Археологічні дослідження в Україні 2011. — Київ — Полтава, 2012. — С. 186—187.
- Ковальова І. Ф. Археологічні розвідки Старокодацької фортеці у 2011 році / І. Ф. Ковальова, В. М. Шалобудов // Археологічні дослідження в Україні 2011. — Київ — Полтава, 2012. — С. 186—187.
- Шалобудов В. Н. Неопубликованые кочевнические погребения, открытые новостроечными экспедициями ДГУ в 1972—1999 гг. / В. Н. Шалобудов // Проблеми археології Подніпров'я. — Д.: Видавництво ДНУ, 2012. — С. 86-107.